# Estreitos de Mackinac

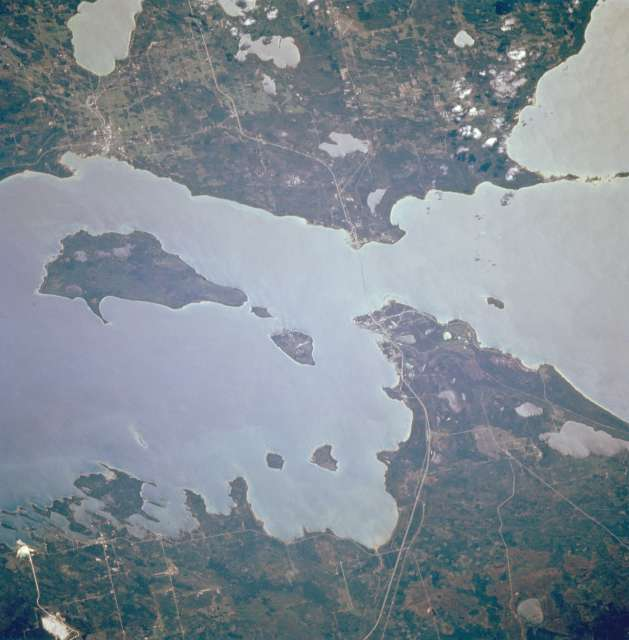
Imagem de satélite dos estreitos de Mackinac, entre a península Superior do Michigan (superior) e a península Inferior. À direita, as duas ilhas habitadas: Mackinac e Bois Blanc (a maior).

Estreitos de Mackinac (em inglês:  Straits of Mackinac) é o nome com que se conhece a faixa de água que liga dois dos Grandes Lagos da América do Norte, o lago Michigan e o lago Huron, e que separa a península Inferior da península Superior, que constituem o estado do Michigan. 
O estreito tem 8 km de largura no ponto mais estreito, onde é cruzado pela ponte de Mackinac. Nesse local atinge 37 m de profundidade. Devido ao estreito,   os dois lagos ligados podem, do ponto de vista geográfico e hidrológico, ser considerados um só corpo de água, chamado lago Michigan-Huron.
É uma via de navegação que proporciona a passagem de matérias primas e produtos terminados, ligando, por exemplo, as minas de ferro do Minnesota com as indústrias de Gary (Indiana). Antes de o caminho-de-ferro chegar a Chicago a partir do leste, a maioria dos imigrantes chegava ao Midwest e às Grandes Planícies em navios a partir dos Grandes Lagos. 
Antes da ponte de Mackinac ter sido construída, havia vários serviços de transbordo que transportavam os veículos através dos estreitos. Atualmente só há serviços exclusivos de ferries de passageiros para a ilha Mackinac, já que não se permite o uso de automóveis. Os visitantes podem levar os seus veículos por ferry para a ilha Bois Blanc.
Entre as ilhas do estreito de Mackinac há duas habitadas: Bois Blanc (71 hab. em 2000) e  Mackinac (271 hab.), e duas desabitadas: Ronda e St. Helena. Com 18 km de comprimento, Bois Blanc é a maior ilha dos estreitos.
Os estreitos são pouco profundos e suficientemente estreitos para congelar no inverno. A navegação está garantida todo o ano nos Grandes Lagos pelo uso de quebra-gelos.